# Wochenend-Familie
Wochenend-Familie (Originaltitel: Week-End Family) ist eine französische Comedyserie, die von Elephant International für die Walt Disney Company umgesetzt wurde. Die Premiere der Serie fand in Frankreich am 23. Februar 2022 auf Disney+ statt. Im deutschsprachigen Raum erfolgte die Erstveröffentlichung der Serie durch Disney+ am 25. Mai 2022.

## Handlung
Der lustige und unwiderstehliche Fred ist Vater einer wild zusammengewürfelten Familie. Als ewiger Witzbold versucht er das bestmögliche, um seinen Töchtern Clara (15 Jahre), Victoire (12 Jahre) und Romy (9 Jahre) ein guter Vater zu sein, für die er nur am Wochenende das Sorgerecht hält. Obwohl die Mütter seiner Töchter Fred lieben, hatten Laurence, Marie-Ange und Helena alle einen guten Grund, ihn zu verlassen. Die Mütter sind nie weit entfernt, genauso wenig wie Stan, der beste Freund von Fred. Als Fred sich unsterblich in Emmanuelle verliebt, eine in Paris lebende Quebecoerin, die studierte und in Kinderpsychologie promoviert, beginnt für beide eine neue Phase in ihrem Leben. Emmanuelle, die nicht immer auf die Ratschläge ihrer besten Freundin Cora vertrauen kann, muss sich von den Büchern und der Theorie lösen, um fortan jedes Wochenende mit ihrer neuen Familie zurechtzukommen, eingeschlossen die Ex-Partnerinnen von Fred.

## Besetzung und Synchronisation
Die deutschsprachige Synchronisation entstand nach den Dialogbüchern von Andreas Jesse und Änne Troester sowie unter der Dialogregie von Elisabeth Grünwald durch die Synchronfirma VSI Synchron in Berlin.
| Figur             | Darsteller         | Deutscher Sprecher       |
| ----------------- | ------------------ | ------------------------ |
| Fred              | Éric Judor         | Gerrit Hamann            |
| Emmanuelle „Emma“ | Daphnée Côté-Hallé | Nicole Hannak            |
| Clara             | Liona Bordonaro    | Yamuna Kemmerling        |
| Victoire          | Midie Dreyfus      | Nina Schatton            |
| Romy              | Roxane Barrazuol   | Milena Rybiczka          |
| Laurence          | Annelise Hesme     | Ilona Otto               |
| Marie-Ange        | Jeanne Bournaud    | Sonja Spuhl              |
| Helena            | Anabel Lopez       | Claudia Urbschat-Mingues |
| Stan              | Hafid F. Benamar   | Marius Clarén            |
| Cora              | Sephora Pondi      | Dela Dabulamanzi         |
| Jonas             | Milhane Idiri      | Finn Posthumus           |
| Ines              | Leslie Bevillard   | Anne Düe                 |

## Episodenliste

### Staffel 1
| Nr. (ges.) | Nr. (St.) | Deutscher Titel          | Originaltitel         | Erstveröffentlichung (Frankreich) | Deutschsprachige Erstveröffentlichung (D/A/CH) | Regie                        | Drehbuch                               |
| ---------- | --------- | ------------------------ | --------------------- | --------------------------------- | ---------------------------------------------- | ---------------------------- | -------------------------------------- |
| 1          | 1         | Der Neuanfang            | Nouveau départ        | 23. Feb. 2022                     | 25. Mai 2022                                   | Pierre-François Martin-Laval | Géraldine de Margerie & Nour Ben Salem |
| 2          | 2         | Null Konsum              | Zéro conso            | 23. Feb. 2022                     | 25. Mai 2022                                   | Pierre-François Martin-Laval | Géraldine de Margerie & Nour Ben Salem |
| 3          | 3         | Doppel-Axel              | Double axel           | 23. Feb. 2022                     | 25. Mai 2022                                   | Pierre-François Martin-Laval | Cécile Lugiez & Julie-Anna Grignon     |
| 4          | 4         | Land unter               | Sous l’eau            | 23. Feb. 2022                     | 25. Mai 2022                                   | Pierre-François Martin-Laval | Cécile Lugiez & Julie-Anna Grignon     |
| 5          | 5         | Die Nachbarschafts-Party | La fête des voisins   | 23. Feb. 2022                     | 25. Mai 2022                                   | Sophie Reine                 | Marion Carnel & Paul Madillo           |
| 6          | 6         | Goodbye Ranch            | Adieu au ranch        | 23. Feb. 2022                     | 25. Mai 2022                                   | Sophie Reine                 | Marion Carnel & Paul Madillo           |
| 7          | 7         | Zurück zur Natur         | Le retour à la nature | 23. Feb. 2022                     | 25. Mai 2022                                   | Sophie Reine                 | Géraldine de Margerie & Nour Ben Salem |
| 8          | 8         | Der Neubeginn            | Tout recommence       | 23. Feb. 2022                     | 25. Mai 2022                                   | Sophie Reine                 | Géraldine de Margerie & Nour Ben Salem |

### Staffel 2
| Nr. (ges.) | Nr. (St.) | Deutscher Titel             | Originaltitel            | Erstveröffentlichung (Frankreich) | Deutschsprachige Erstveröffentlichung (D/A/CH) | Regie | Drehbuch |
| ---------- | --------- | --------------------------- | ------------------------ | --------------------------------- | ---------------------------------------------- | ----- | -------- |
| 9          | 1         | Operation Venedig           | Opération Venise         | 5. Apr. 2023                      | 28. Juni 2023                                  | —     | —        |
| 10         | 2         | Überraschung Überraschung   | Surprise Surprise        | 5. Apr. 2023                      | 28. Juni 2023                                  | —     | —        |
| 11         | 3         | Die Party                   | La Boum                  | 5. Apr. 2023                      | 28. Juni 2023                                  | —     | —        |
| 12         | 4         | Wer will Fred an den Kragen | Qui veut la peau de Fred | 5. Apr. 2023                      | 28. Juni 2023                                  | —     | —        |
| 13         | 5         | Eure Mütter und ich         | Vos mères et moi         | 5. Apr. 2023                      | 28. Juni 2023                                  | —     | —        |
| 14         | 6         | Vorsicht bei der Abreise    | Attention au départ      | 5. Apr. 2023                      | 28. Juni 2023                                  | —     | —        |
| 15         | 7         | Radio Caroline              | Radio Caroline           | 5. Apr. 2023                      | 28. Juni 2023                                  | —     | —        |
| 16         | 8         | Home Sweet Home             | Home Sweet Home          | 5. Apr. 2023                      | 28. Juni 2023                                  | —     | —        |

### Special
| Nr. | Deutscher Titel                       | Originaltitel                             | Erstveröffentlichung (Frankreich) | Deutschsprachige Erstveröffentlichung (D/A/CH) | Regie                        | Drehbuch                                        |
| --- | ------------------------------------- | ----------------------------------------- | --------------------------------- | ---------------------------------------------- | ---------------------------- | ----------------------------------------------- |
| 1   | Wochenend-Familie: Weihnachts-Special | Week-end Family : Un Noël gagnant-gagnant | 9. Dez. 2022                      | 9. Dez. 2022                                   | Pierre-François Martin-Laval | Éric Judor, Baptiste Nicolaï & Hafid F. Benamar |